# 汪荃珍
汪荃珍（1963年3月12日—），河南正阳人，中国豫剧表演艺术家，一级演员，工旦角，豫剧大师常香玉的入室弟子，豫剧研究生第一人，现兼任全国青联委员、河南省政协委员、中国戏剧家协会理事，河南省戏剧家协会副主席、河南省豫剧三团团长等职。代表作有《风雨故园》、《刘青霞》、《香囊记》、《香魂女》等。

## 生平

### 从艺经历
汪荃珍在12岁（1976年）时考入河南省戏曲学校，学习表演专业，1981年毕业后在河南省实验豫剧团工作，在1982年河南省举办的首届戏曲青年演员汇演中荣获一等奖。1983年被调到河南省豫剧一团，在河南省豫剧一团工作期间，汪荃珍先后荣获了“亚洲最佳女旦角”和全国豫剧电视大奖赛最佳演员奖等荣誉，1989年她被调到河南省豫剧三团。1992年弃艺从商，1999年重回舞台，在由她主演的《香魂女》在2000年获得了第六届中国艺术节大奖。

## 主要荣誉
- 1986年，在香港获得“亚洲最佳女旦角”荣誉称号
- 2002年，获得第十九届中国戏剧梅花奖
- 2006年，在上海获得第十六届“白玉兰”戏剧表演艺术奖